# 佐賀県信用農業協同組合連合会
佐賀県信用農業協同組合連合会（さがけんしんようのうぎょうきょうどうくみあいれんごうかい）は、佐賀県佐賀市に本所を置く、佐賀県内の農業協同組合の信用事業を統括する県域農協系金融機関であり、県内農業協同組合を会員とする。

## 概要
- 通称は「JA佐賀信連」または「JAバンク佐賀」。統一金融機関コードは3041。主に法人顧客を中心としており、個人取り引きは殆どない。

## 沿革
- 1948年8月 - 設立。

## 店舗所在地
- 本所（001）/佐賀県佐賀市栄町3番32号